# Guldcichlid
Guldcichlid (Thorichthys aureus) är en fiskart som först beskrevs av Günther 1862.  Guldcichlid ingår i släktet Thorichthys och familjen Cichlidae. Inga underarter finns listade i Catalogue of Life.